# Мархвица, Ханс
Ханс Мархвица (нем. Hans Marchwitza; 25 июня 1890, Дойч-Пикар, Верхняя Силезия (ныне Пекары-Слёнске, Польша) ‒ 17 января 1965, Потсдам, ГДР) — немецкий писатель и поэт. Революционер. Коммунист. Лауреат Национальной премии ГДР (1950, 1955, 1964).

## Биография

Ханс Мархвица на почтовой марке ГДР. 1966 г.

Сын горнорабочего Рурской области, с юных лет также как и отец работал на шахте. С юных лет активно участвовал в политической деятельности. За участие в забастовке, был уволен, стал безработным. Участник Первой мировой войны. Поддерживал идеи Октябрьской революции в России.
Участник Ноябрьской революции 1918 года в Германии и Рурского восстания 1920 года. Воевал в должности командира взвода Рурской Красной армии против Капповского путча.
Член Коммунистической партии Германии с 1920 года.
В 1920-е годы — вновь безработный. Писал статьи для газет «Rote Fahne» и «Rote Front». Выступал с репортажами, агитационными стихами, рассказами.
После прихода к власти нацистов в 1933 году, бежал в Швейцарию. Участвовал в гражданской войне в Испании. В 1936‒1938 — офицер Интернациональной бригады. После возвращения в Германию, был тут же арестован и интернирован. В 1941 году ему удалось бежать в США. В Нью-Йорке работал в качестве строителя.
После окончания Второй мировой войны, вернулся на родину и поселился в советской оккупационной зоне (с 1949 года — ГДР). Был в числе основателей Академии художеств Восточной Германии.
Похоронен на берлинском Центральном кладбище Фридрихсфельде.

## Творчество
Дебютировал в конце 1920-х годов. Автор ряда романов, написанных в духе социалистического реализма.
В 1930 году вышла его первая книга «Sturm auf Essen» о социальной борьбе в Рурской области в 1920-е годы.
В центре большинства книг писателя жизнь и борьба рабочего класса Германии («Моя юность», 1947). Формирование революционного сознания немецкого батрака ‒ основная тема трилогии Х. Мархвица «Кумиаки» («Кумиаки», 1934, русский перевод 1938; «Возвращение Кумиаков», 1952; «Кумиаки и их дети», 1959).

## Избранные произведения
- Sturm auf Essen (1930)
- Walzwerk (роман, 1932)
- Die Kumiaks (роман, 1934)
- Meine Jugend (1947)
- In Frankreich (1949)
- Unter uns (1950)
- Die Heimkehr der Kumiaks (роман, 1952)
- Roheisen (роман, 1955)
- Die Kumiaks und ihre Kinder (роман, 1959)
- In Amerika (роман, 1961)
- Gedichte (1965)
- In Frankreich / In Amerika (1971)
- Hanku. Eine Kindheit (1974)

## Награды
- Орден Карла Маркса
- Национальная премия ГДР (трижды — 1950, 1955, 1964)
- Почётный профессор Университета имени Гумбольдта в Берлине.